# Daisy Tourné Valdez
Daisy Tourné Valdez   (Montevideo, 17 de març de 1951 - Montevideo, 19 de novembre de 2022) va ser una mestra i política uruguaiana, exdiputada socialista, que en la seva trajectòria parlamentària va treballar els temes de gènere, infància, seguretat ciutadana, noves tecnologies i legislació laboral. Va ser ministra de l'Interior de l'Uruguai des de 2007 fins al 5 de juny de 2009.

## Biografia
Única filla del matrimoni de María Obdulia Valdez i Pedro César Tourné, va concórrer a l'Escola Experimental de Malvín i al Liceu Núm. 10 Dr. Carlos Vaz Ferreira, a Montevideo, que en aquesta època es trobava localitzat enfront de la Platja Brava. Quan va acabar el liceu ingressà als Instituts Normals i cursà la carrera de mestra d'Educació Primària. Uns anys després, ja diplomada com a mestra, ingressa a l'Escola de Tecnologia Mèdica i cursa la carrera de tècnica en Fonoaudiologia.
Es va integrar a la militància política sent estudianta, coincidí amb la fundació del Front Ampli el 1971. Des d'allí va romandre integrada al Partit Socialista de l'Uruguai.
Va treballar més de 20 anys com a mestra en escoles de context crític i com a fonoaudiòloga en l'INAU. Es va especialitzar en educació popular i va començar a involucrar-se en projectes de formació sindical en el procés de refundació del Movimiento Sindical Uruguayo.
Al seu torn va participar activament en la reorganització del sindicat de mestres (Federación Uruguaya del Magisterio) i va resultar electa dirigent quan va acabar la dictadura. Durant diversos anys va ocupar càrrecs en la direcció del seu sindicat i en el Secretariat Executiu del PIT-CNT.
Va continuar els seus estudis i cursa la carrera de Psicologia Social a l'Escola de Psicologia Social de Montevideo. Al seu torn es va integrar a l'equip docent de l'Escola de Funcionaris de l'INAME que genera la carrera d'educador social a l'Uruguai.

## Càrrecs
Dins del Partit Socialista va ser elegida membre del seu Comitè Central i va militar activament en el Departament Sindical i en la primera agrupació de Dones Socialistes que impulsen els temes de gènere i les idees feministes.
Va ser candidata a diputada per primera vegada en l'any 1989. Resulta elegida el 1994, i va ser la primera dona integrant del Partit Socialista de l'Uruguai que va ser elegida diputada titular, i va estar reelegida fins a l'actualitat (període 2005 – 2010).
L'1 de març de 2007, el president de l'Uruguai, Tabaré Vázquez, va anunciar el relleu del ministre de l'Interior, José Díaz Chávez, i que la persona que el substituiria va ser la diputada Tourné juntament amb el nou viceministre Ricardo Bernal, que, com a curiositat, va ser el primer policia a ocupar un càrrec de tal importància. L'assumpció de Tourné al capdavant de la cartera (de la qual és la primera dona titular) es va prendre el 8 de març de 2007, un dia abans de la visita del president dels Estats Units, George W. Bush, a l'Uruguai, que requereix un ampli treball del Ministeri de l'Interior.